# Eoporis bidentatus
Eoporis bidentatus är en skalbaggsart som beskrevs av Maurice Pic 1933. Eoporis bidentatus ingår i släktet Eoporis och familjen långhorningar. Inga underarter finns listade i Catalogue of Life.